# Adenia inermis
Adenia inermis är en passionsblomsväxtart som först beskrevs av De Wilde, och fick sitt nu gällande namn av De Wilde. Adenia inermis ingår i släktet Adenia och familjen passionsblomsväxter. Inga underarter finns listade i Catalogue of Life.